# Brachypogon bonaerensis
Brachypogon bonaerensis är en tvåvingeart som beskrevs av Gustavo R. Spinelli 1991. Brachypogon bonaerensis ingår i släktet Brachypogon och familjen svidknott. Inga underarter finns listade i Catalogue of Life.